# Qabo
Qabo – wieś w Botswanie w dystrykcie Ghanzi. Według spisu ludności z 2001 roku wieś liczyła 401 mieszkańców.